# Nimbuzz
Nimbuzz é um mobile messenger social com taxa cobrada  que combina instant messaging, presença (e presença geográfica), e VoIP. O aplicativo é gratuito e está disponível para o celular, PC e Web, para mensagens instantâneas, compartilhamento de localização, ligações (e conferências), chat (e em grupo), e compartilhamento de arquivos entre comunidades entre comunidades populares, incluindo Skype, Windows Live Messenger (MSN), Yahoo! Messenger, ICQ, Google Talk, AIM, GaduGadu, Jabber e Twitter, mais 23 redes sociais incluindo Facebook, Orkut e MySpace.
A empresa Nimbuzz foi fundada em 2006 por Evert Jaap Lugt e Martin Smink.
- Na 1ª rodada de aportes, a empresa recebeu um investimento de U$10 milhões da Mangrove Capital Partners (Skype), MIH Group (QQ, Mail ru, GaduGadu) e Holtzbrinck Ventures (StudiVZ, Kyte) em 19 de Maio de 2007.[2]
- Na 2ª rodada de aportes, a Nimbuzz recebeu um investimento de U$15 milhões da Naspers/MIH e Mangrove Capital Partners no dia 1° de Junho de 2008.[3]

A Nimbuzz tem sua sede em Roterdã, na Holanda, e escritórios em São Paulo – Brasil, Córdoba – Argentina, e Nova Deli – Índia.
A empresa tem usuários em todos os países do planeta (200 países) e foi a única agregadora de mobile messaging social a ganhar o famoso prêmio Red Herring Global 100.

## Funcionalidades do Nimbuzz
Instant Messaging
- Comunidades de mensagens instantâneas compatíveis: Windows Live Messenger, Google Talk, Yahoo! Messenger, AIM, Jabber e ICQ
- Redes sociais compatíveis: Facebook, MySpace, Hyves, GaduGadu, Orkut, Giovani, SchuelerVZ, StudiVZ e MeinVZ
- Envio de arquivos
- Chat em grupo
- Mensagens

Presença
- Localização Geográfica
- Mensagem Pessoal
- Opções de Status
- Imagem de Exibição

Ligações
- VoIP Discado: conecta a ligação através de um número local com os servidores Nimbuzz para iniciar ligações VoIP
- VoIP
- SIP
- Conferências

Buzz (patenteado)
O “Buzz” é um alerta enviado para que o usuário do Nimbuzz  saiba que alguám está tentando falar com ele, quando ele estiver offline. Esta funcionalidade pode ser utilizada diretamente da lista de contatos ou do widget Communicator. O envio de Buzz é gratuito e inicia o Nimbuzz Mobile no aparelho celular de quem receber o Buzz  automaticamente (apenas no Symbian).
Agenda Telefônica
- Back-up e recuperação de contatos do aparelho celular na lista de contatos do Nimbuzz.
- Acesso à lista de contatos do aparelho celular sem sair da tela do Nimbuzz [5]

## Nimbuzz Mobile
O aplicativo Nimbuzz Mobile atualmente está disponível para mais de 1.000 aparelhos celulares, que operam em Java,  Symbian, Windows Mobile, iPhone OS, e em mais de 20 modelos de Blackberry. O aplicativo oferece 3 opções de ligações: VoIP Discado, VoIP e SIP. Funcionalidade única: Conectividade com Skype.
| Java | Symbian | Windows Mobile | iPhone |  |
| --- | --- | --- | --- |  |
| | | | |  |
| Funcionalidades • Mensagens Instantâneas • Ligações – VoIP Discado • Presença: Visualização de Localização, Mensagem Pessoal e opções de Status | Funcionalidades • Mensagens Instantâneas • Ligações – SIP, VoIP Discado • Localização Geográfica , Mensagem Pessoal e opções de Status | Funcionalidades • Mensagens Instantâneas • Ligações – VoIP Discado • Presença: Mensagem Pessoal e opções de Status | Funcionalidades • Mensagens Instantâneas • Ligações – VoIP Discado • Presença: Mensagem Pessoal e opções de Status |  |

## Nimbuzz Web/Wap
O Nimbuzz Web/WAP pode ser acessado em qualquer browser de internet, no PC (web) ou no celular (wap), e permite que usuários utilizem o aplicativo sem precisar fazer o download do software. Esta é uma alternativa para os usuários de Mac e Linux. Acesse o Nimbuzz Web em www.nimbuzz.com, e o Nimbuzz Wap em m.nimbuzz.com..
| Wap           | Web           |  |
| ------------- | ------------- |  |
|               |               |  |
| Features • IM | Features • IM |  |

## Nimbuzz PC
O software pode ser usado em Windows XP e Windows Vista.
| PC | MAC | Linux |
| --- | --- | ----- |
| |     |       |
| Funcionalidades * Mensagens Instantâneas * Ligações – VoIP, SIP * Presença: Mensagem Pessoal e opções de Status Agenda Telefônica |     |       |

## Nimbuzz Widgets
Para utilizar os widgets Nimbuzz, o usuário deve ter instalado o aplicativo Nimbuzz PC ou o Nimbuzz Mobile.
Nimbuzz Communicator
O widget Nimbuzz Communicator é ativado quando o usuário cria uma conta, e pode ser acessado por qualquer um em http://my.nimbuzz.com/NimbuzzID.
Uma vez publicado no Orkut, Facebook, MySpace, Bebo ou em uma das outras 20 redes sociais, permite que a pessoa que que está interagindo converse com o dono do widget de graça – direto do celular ou PC. O widget também pode ser publicado como uma assinatura de email e em websites ou blogs.
O Nimbuzz Communicator permite que qualquer pessoa ligue, converse por chat, envie arquivos, envie mensagens de voz, envie mensagens offline de texto e enviem ‘Buzz’ para o dono do widget de graça. Estas funcionalidades são opcionais e podem ser desativadas a qualquer momento.

Nimbuzz Ringtone Factory
O widget Ringtone Factory permite que os usuários criem seus próprios ringtones customizados, ao fazer upload e editar um arquivo de música de até 15Mb. O trecho selecionado do áudio pode ser enviado imediatamente para a Galeria Online do Nimbuzz Mobile. É possível fazer o login pelo próprio widget.
| Nimbuzz Communicator | Ringtone Factory |  |
| -------------------- | ---------------- |  |
|                      |                  |  |

## Parcerias da Nimbuzz
Parceiro: StudiVZ, Maior rede social em idioma Alemão 

Data: 11 de Novembro de 2008
Detalhes da parceria:
A Nimbuzz oferece comunicação em tempo real para a maior rede social em idioma Alemão. “Todos os membros da rede social podem se comunicar com seus amigos do StudiVZ de dentro do browser e pelo celular. A parceria com a StudiVZ é a primeira deste tipo a ser anunciada pela Nimbuzz. Novos acordos serão feitos na Turquia, Ásia e Itália.”
StudiVZ é uma das maiores redes sociais da Europa e a maior em idioma Alemão, com mais de 12 milhões de membros espalhados pela Alemanha, Suíça e Áustria.
Parceiros: 17 parceiros SIP ao redor do mundo
Data: 18 de Novembro de 2008
Detalhes da parceria:
Os parceiros promoverão o Nimbuzz para seus clientes através de banners permanentes em seus websites, nos quais os clientes podem se registrar e fazer o download do Nimbuzz instantaneamente, para o celular e para o PC.
“Inscrevendo-se no Programa de Afiliados para Operadoras Nimbuzz e integrando suas ofertas de VoIP com o Nimbuzz, os parceiros têm a oportunidade de fornecer para seus consumidores um serviço de comunicação com redes sociais pelo celular, com rapidez e sem custos adicionais. Para os usuários existentes do Nimbuzz, este pacote de funcionalidades avançadas e redes adicionais serão integradas em seus aplicativos de celular e PC, permitindo que utilizem o Nimbuzz para mensagens instantâneas e ligações VoIP (internacionais) baratas para números fixos e celulares.”
| SIP partner          | Country                     |
| A1 Mobilkom          | Áustria                     |
| Adepto Telecom       | Índia                       |
| Amtelfone            | Índia                       |
| Apnatelelink         | Índia                       |
| EuteliaVoip          | Itália                      |
| Gizmo5               | EUA                         |
| GLT GLOBAL TELELINKS | Suíça                       |
| ICTel                | África do Sul               |
| MWeb                 | África do Sul               |
| Sipgate              | Alemanha                    |
| Skytel               | Sérvia                      |
| TerraSip             | Espanha                     |
| Tpad                 | Reino Unido/Emirados Árabes |
| Voiceglobe           | Reino Unido                 |
| VOIP HIT             | Índia                       |
| Vyke                 | Reino Unido/Noruega         |
| Xeloq Communications | Holanda                     |
|                      |                             |

Parceiro: Spice Mobiles

Data: 17 de Dezembro de 2008
Detalhes da parceria:
“Os novos aparelhos, que serão vendidos por aproximadamente 25.000 revendedores da Spice Mobile, terão o aplicativo Nimbuzz pré-instalado para os usuários conversarem por chat, por mensagens e enviarem arquivos de qualquer lugar. A pré-instalação do Nimbuzz será anunciada para os clientes da Spice Mobile através de uma campanha de marketing em diversos países, que inclui logos do Nimbuzz, links e descrições do serviço no site e no site WAP da Spice Mobiles e ações em pontos de venda.” 
Parceiro: Toshiba 

Data: 16 de Fevereiro de 2009
Detalhes da parceria:
A Nimbuzz anunciou acordo com a Toshiba para desenvolver versões otimizadas do Nimbuzz para divisão de comunicação por celular. O acordo proporcionará funcionalidades de mensagens instantâneas e redes sociais pré-instaladas no aparelho Toshiba TG01.
Parceiro: Vyke 

Data: 16 de Fevereiro de 2009
Detalhes da parceria:
A parceria entre Vyke e Nimbuzz consiste na combinação do serviço VoIP cobrado da Vyke e a solução de mobile messaging social e VoIP da Nimbuzz. Esta parceria estratégica permite à Vyke oferecer seus serviços de mVoIP pago à crescente base de usuários ativos da Nimbuzz, adicionando um novo canal de vendas à sua estrutura de distribuição existente.

## Realizações
Prêmios 
Red Herring, Janeiro de 2009 - Nimbuzz vence o Global 100 e Global 200 Startups de Tecnologia 

Mobile 2.0 Europe, Julho de 2008 – Nimbuzz vence o prêmio Best Mobile StartUp

AO Stanford Summit, , Julho de 2008 - Nimbuzz é listada no Global 250 empresas de tecnologia por “game-changing technology and market value”. 

Nomeações 
Mobile Monday Mobile Peer Awards, Janeiro de 2009  – Amsterdam Chapter

LeWeb, Dezembro de 2008  – Best StartUp Competition 